# Sirens Aquatic Sports Club
Sirens Aquatic Sports Club è una società  di pallanuoto maltese con sede a Baia di San Paolo. Milita nella massima serie del campionato maltese maschile di pallanuoto.

## Palmarès
- Campionato maltese: 6

1959, 1960, 1961, 1967, 2000, 2005